# 紅大學樓

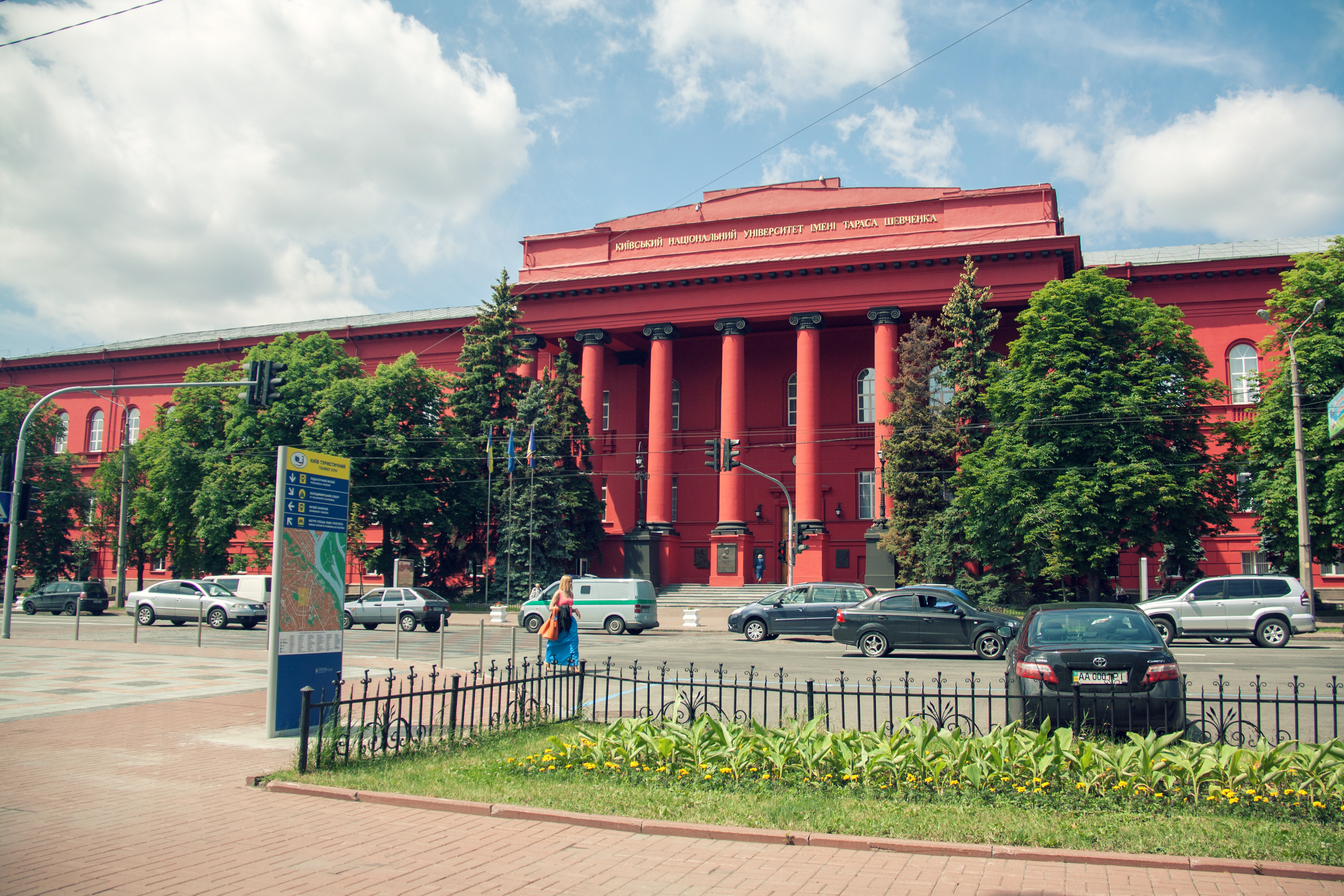
紅大學樓

紅大學樓（羅馬化：Chervonyi korpus）是基輔大學最主要，也是歷史最古老的建築，共有4層。紅大學樓也是基輔大學和烏克蘭高等教育系統的象徵之一。紅大學樓修建於1837年至1843年之間，外觀是後期古典主義建築。

## 外部連結
维基共享资源上的相關多媒體資源：紅大學樓
- （乌克兰語）  （页面存档备份，存于） in Wiki-Encyclopedia Kyiv （页面存档备份，存于）